# Ворвата
Ворвата — оффшорное газовое месторождение в западной (индонезийской) части острова Новая Гвинея. Расположено в заливе Берау-Бинтуни, в районе с глубиной моря 50-60 метров. Составляет основную сырьевую базу завода по производству сжиженного природного газа Tangguh, который после закрытия подобного объекта на базе месторождения Арун и уменьшения в несколько раз производства на заводе Бонтанг стал главным объектом своей отрасли в Индонезии.
Месторождение открыто в 1997 году на глубине 4600 метров ниже уровня морского дна. Коллектор — песчаники. Газ месторождения содержит значительное количество СО2 — около 12 % — в результате чего образуется более половины выбросов углекислого газа при работе завода Tangguh (другие выбросы приходятся на топливный газ).
По состоянию на 2016 год запасы Ворвата оценивались в 477 млрд м³, что составляет более 80 % общих запасов месторождений проекта Tangguh.
Производство на месторождении Ворвата началось в 2008 году. Оно является источником сырья для первых двух линий Tangguh LNG, и планируется как один из поставщиков для будущей третьей линии (наряду с меньшими по запасам месторождениями залива Берау-Бинтуни, прежде всего Вириагар-Дип).
На первой стадии разработки установлены две платформы VR-A и VR-B, из которых пробурено 15 скважин (одна заглушена по техническим причинам). Платформы работают в режиме дистанционного управления. Продукция доставляется на берег двумя мультифазнимы трубопроводами диаметром 600 мм и длиной по 20 км. В будущем планируется установка ещё четырёх платформ, а также бурение на платформах VR-A и VR-B по две скважины специально для отбора топливного газа на нужды завода.